# إدانة (فلم 2010)
إدانة (بالإنجليزية: Conviction)، هو فيلم درامي قانوني سيرة ذاتية أمريكي صدر عام 2010، من إخراج توني غولدوين، وسيناريو باميلا غراي، وبطولة هيلاري سوانك وسام روكويل. عُرض الفيلم لأول مرة في 11 سبتمبر 2010 في مهرجان تورونتو السينمائي الدولي، وصدر في الولايات المتحدة في 15 أكتوبر 2010.

## القصة
نشأ كيني وبيتي آن ووترز في أسرة مهملة، مما أدى إلى فصلهما في دور الرعاية. على الرغم من ماضيهما الصعب، ظلت بيتي آن قريبة من شقيقها، الذي أدين لاحقًا بجريمة قتل لم يرتكبها. وعندما علمت بيتي آن بمحاولة كيني الانتحار في السجن، قررت أن تصبح محامية لإثبات براءته، مما تطلب منها التضحية بزواجها ووقتها مع أطفالها.
أثناء دراستها للقانون، اكتشفت بيتي آن أن اختبار الحمض النووي قد يكون هو السبيل لإلغاء إدانة كيني، التي كانت تستند إلى أدلة ظرفية. عملت بجد حتى اكتشفت أن الأدلة الحاسمة للدم، التي كان يُعتقد أنها دمرت، قد وُجدت وتم اختبارها. أثبتت نتائج الحمض النووي براءته. ومع ذلك، رفض المدعي العام في البداية إلغاء الإدانة.
مع استمرار التحقيقات، اكتشفت بيتي آن أن الشهود الرئيسيين قد تم إجبارهم على الإدلاء بشهادات كاذبة من قبل الضابط الذي قبض على كيني. وبعد اعترافاتهم، ألغيت إدانة كيني وأُفرج عنه بعد 18 عامًا في السجن. في الختام، استمرت بيتي آن في عملها وفازت بتسوية ضد الشرطة، رغم أن القاتل الحقيقي لم يُكتشف.

## طاقم التمثيل
- هيلاري سوانك
- جون بيبير-فيرغسون
- لورين دين
- آري جرينور
- ماكسيميليانو هيرنانديز [الإنجليزية]‏
- تاليا بلسم
- كارين يونغ
- بايل ماديسون
- بيتر غالاغر
- سام روكويل
- كلا دوفال
- ميني درايفر
- ميليسا ليو
- جوليت لويس
- مارك ماكولاي

## الاستقبال

### الجوائز والترشيحات
الجوائز
الترشيحات

## وصلات خارجية
- مقالات تستعمل روابط فنية بلا صلة مع ويكي بيانات